# Today (televisieprogramma)

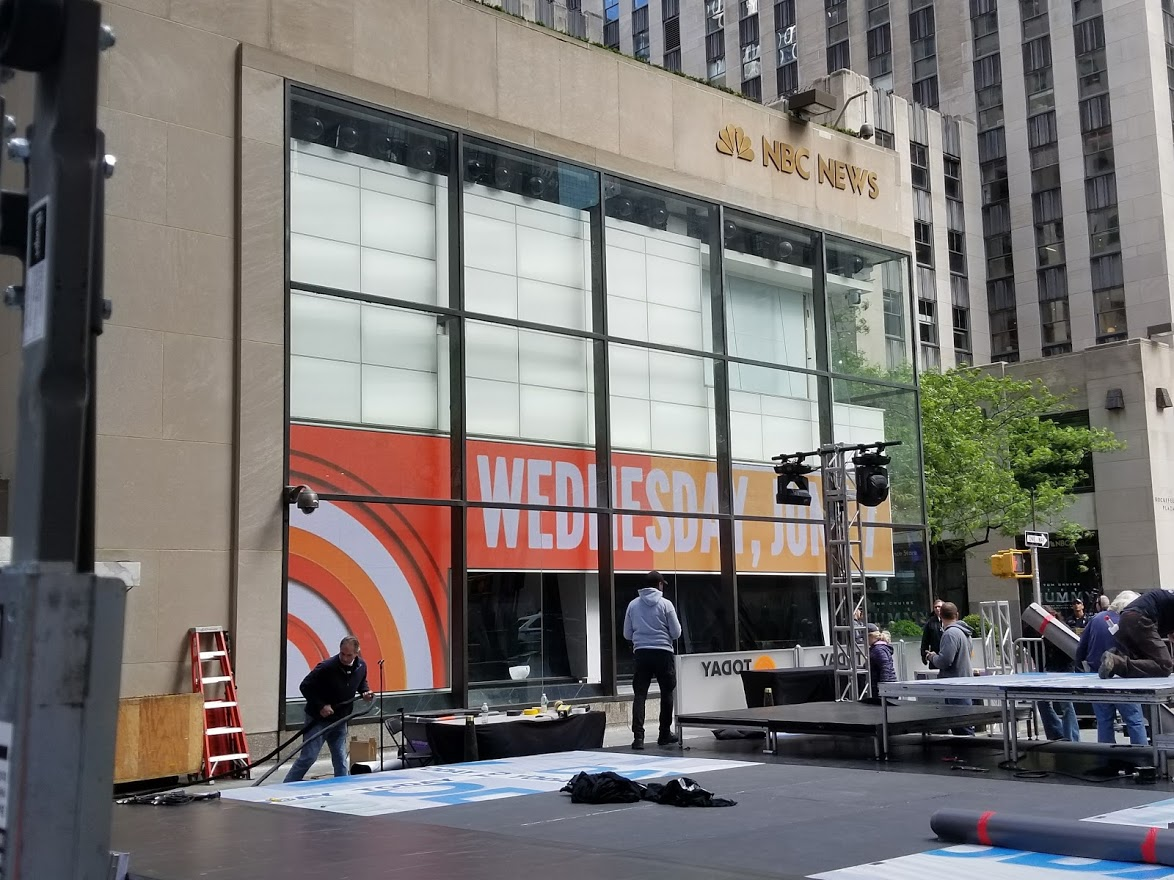
Studio 1A, NBC Studios (2017)

Today (ook gekend als The Today Show) is een ochtendprogramma op het Amerikaanse televisienetwerk NBC dat in 1952 van start ging. Het programma wordt geproduceerd door NBC News en uitgezonden vanuit Studio 1A van de NBC Studios in New York.

## Concept
Toen het in première ging was Today het eerste programma in zijn genre, met een mengeling van nationaal nieuws, interviews, weersvoorspellingen, lifestyleonderwerpen, humaninterestverhalen en lokale nieuwsberichten van de zenders van het netwerk.
Op weekdagen worden de eerste twee uur van het programma gepresenteerd door Savannah Guthrie en Hoda Kotb. Het nieuws wordt gebracht door Craig Melvin en de weersvoorspelling door Al Roker. Carson Daly verzorgt de humaninterestonderwerpen. Het derde uur, getiteld 3rd Hour Today, wordt gepresenteerd door Sheinelle Jones en Dylan Dreyer, bijgestaan door co-presentatoren Al Roker en Craig Melvin. Het vierde uur, getiteld Today with Hoda & Jenna wordt gepresenteerd door Hoda Kotb en Jenna Bush Hager.
De uitzending op zaterdag wordt gepresenteerd door Peter Alexander en Laura Jarrett, samen met co-presentatoren Joe Fryer voor het humaninterestnieuws en Angie Lassman voor het weerbericht. Op zondag is de presentatie in handen van Willie Geist. 

## Geschiedenis
het programma ging van start op 14 januari 1952 en was aanvankelijk een twee duur durende uitzending van 7u00 tot 9u00 op weekdagen. In 1987 kwam er een uitzending op zondag bij en vanaf 1992 was het programma ook op zaterdag te bekijken. De uitzendingen op weekdagen werd in 2000 uitgebreid naar drie uur en in 2007 naar vier uur (hoewel het derde en vierde uur in de loop van de tijd aparte entiteiten werden).
Bij zijn debuut in 1952 werd het programma enkel rechtstreeks uitgezonden in de Eastern Standard Time- en de Central Standard Time-zones, met elke ochtend drie uur uitzendingen waarvan in elke tijdzone slechts twee uur te zien waren. Sinds 1958 is er alleen een rechtstreekse uitzending in de Eastern Standard Time-zone, in de rest van de VS wordt het programma uigezonden in uitgesteld relais. Van 1959 tot 1961 waren er geen rechtstreekse uitzendingen maar werd Today een dag eerder opgenomen en werd het programma tijdens de uitzending elk half uur onderbroken door rechtstreekse nieuwsberichten.
Today heeft verschillende andere vergelijkbare ochtendprogramma's voortgebracht, waaronder Good Morning America op ABC en het inmiddels ter ziele gegane The Early Show op CBS. Ook in andere landen werd het format gekopieerd, zoals bijvoorbeeld BBC Breakfast op de BBC en Good Morning Britain op ITV in het Verenigd Koninkrijk of Goedemorgen Nederland in Nederland.
In de Verenigde Staten was Today de onbetwiste marktleider in zijn genre tot eind jaren 80, toen het werd ingehaald door Good Morning America.

## Presentatie

### Presentatoren
- Dave Garroway (1952–1961)
- John Chancellor (1961–1962)
- Hugh Downs (1962–1971)
- Barbara Walters (1966–1976)
- Frank McGee (1971–1974)
- Jim Hartz (1974–1976)
- Betty Furness (1976)
- Tom Brokaw (1976–1981)
- Jane Pauley (1976–1989)
- Bryant Gumbel (1982–1997)
- Deborah Norville (1990–1991)
- Katie Couric (1991–2006)
- Matt Lauer (1997–2017)
- Meredith Vieira (2006–2011)
- Ann Curry (2011–2012)

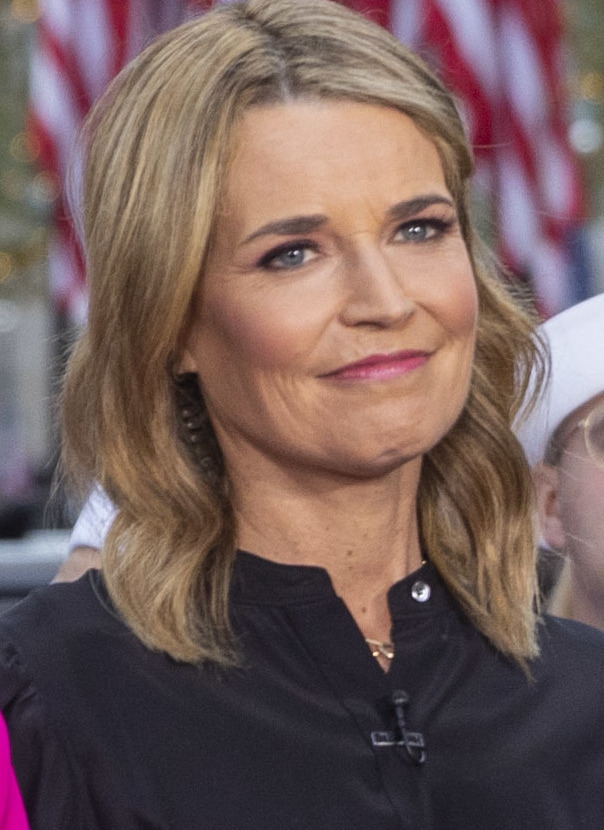
Savannah Guthrie (2012–heden)
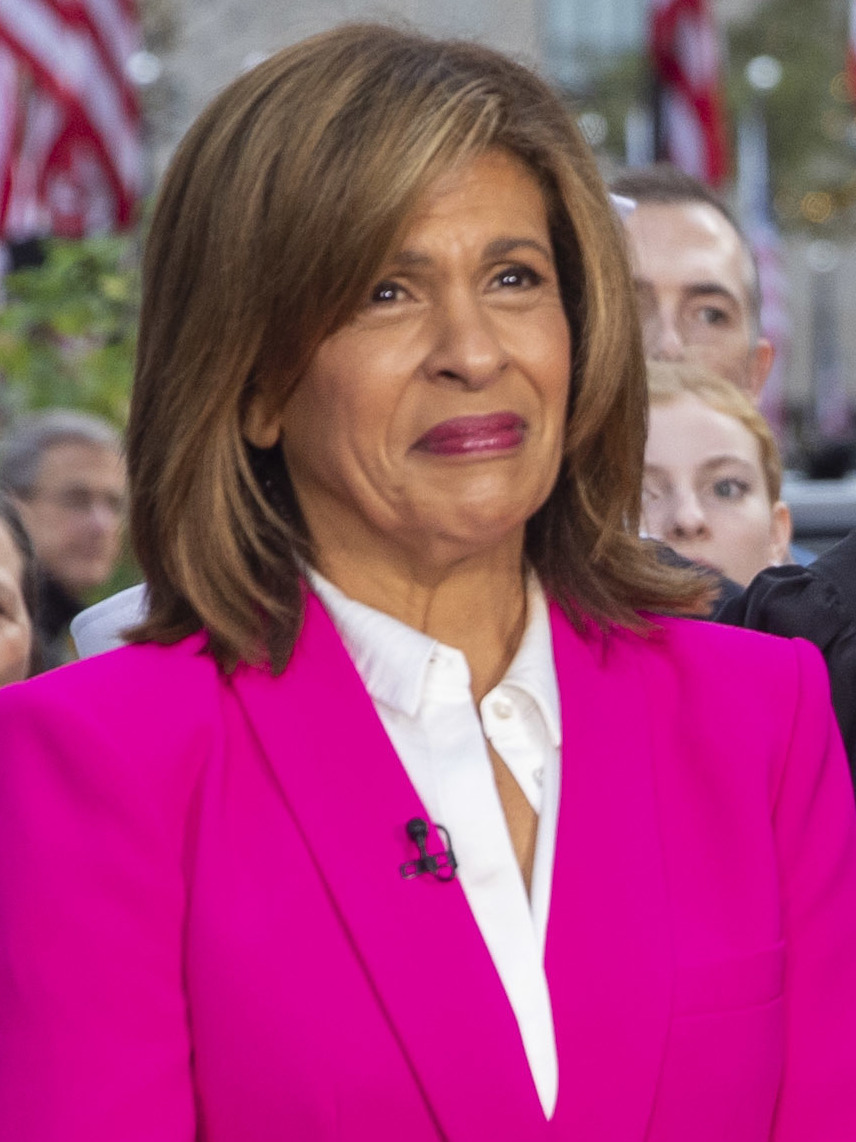
Hoda Kotb (2018–heden)
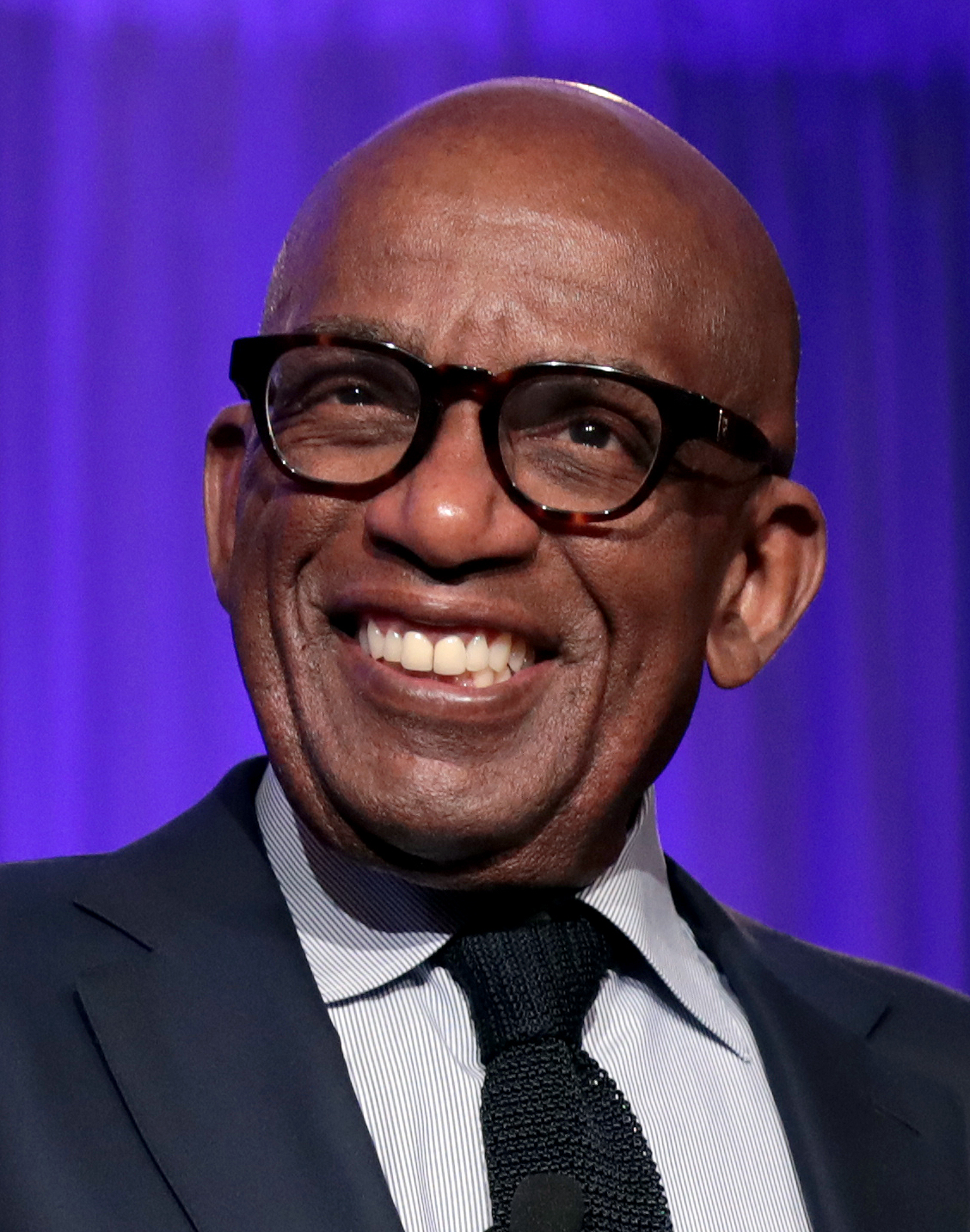
Al Roker (1996–heden)
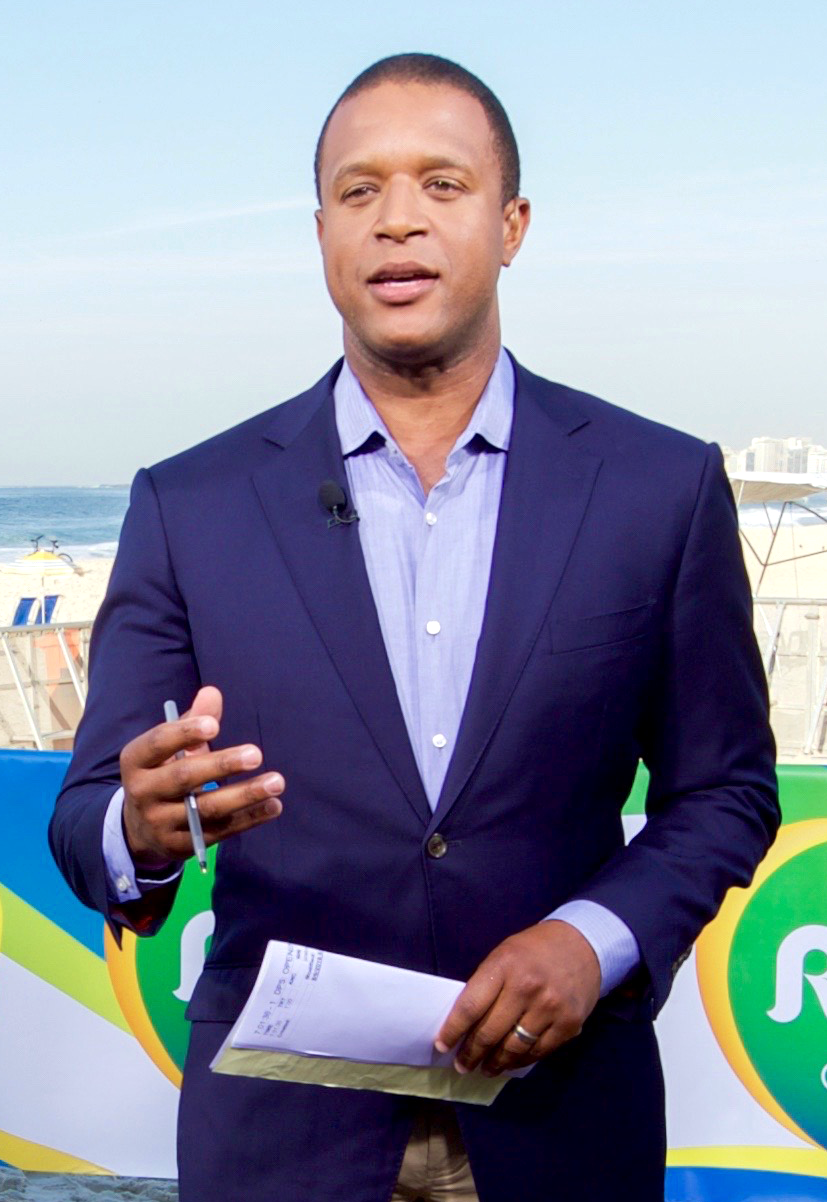
Craig Melvin (2018–heden)
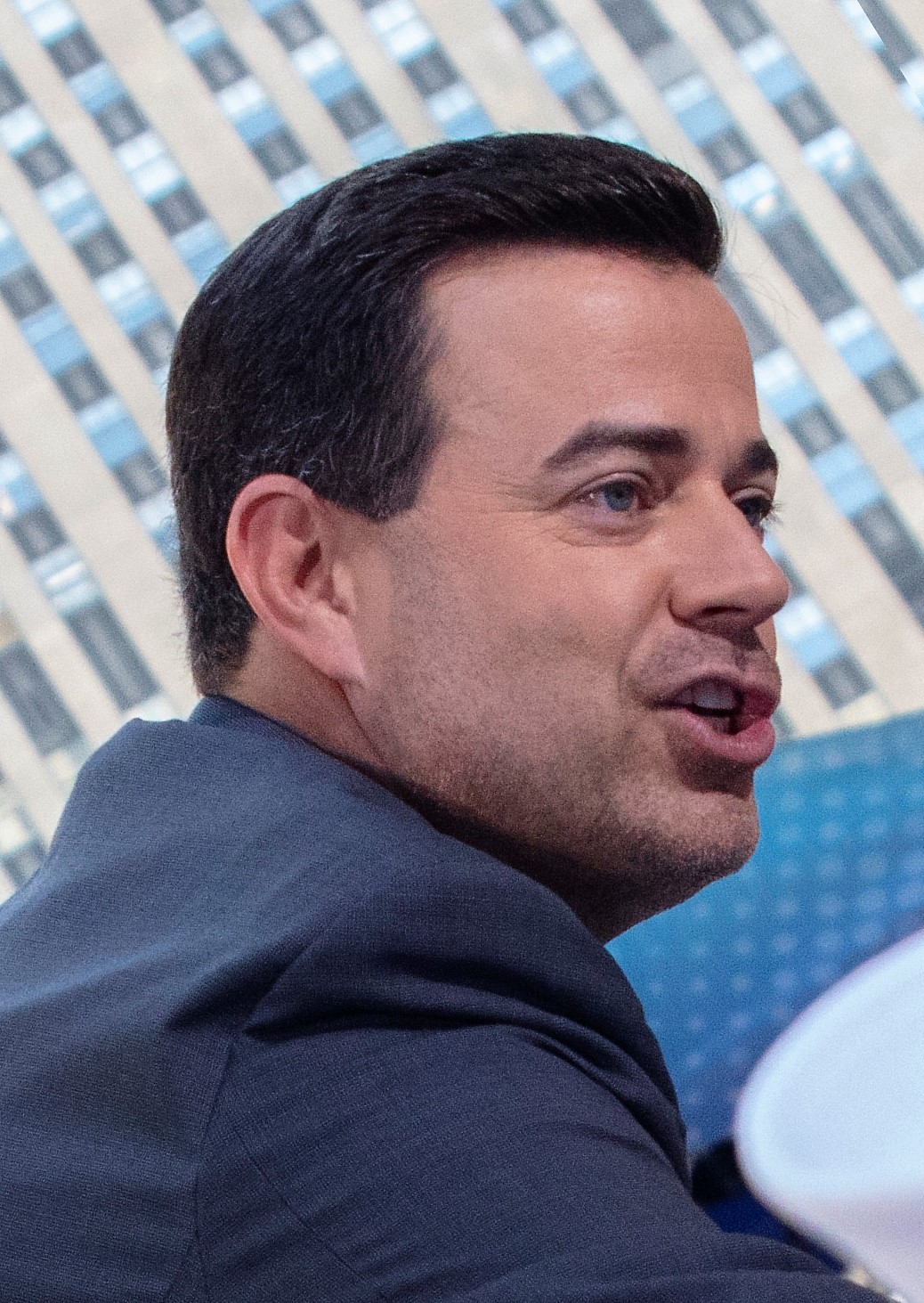
Carson Daly (2013–heden)

### Nieuwslezers
Van 1979 tot 1981 en van 2016 to 2018 waren er geen nieuwslezers. De nieuwsberichten werden voorgelezen door de toenmalige presentatoren.
- Jim Fleming (1952–1953)
- Merrill Mueller (1953)
- Frank Blair (1953–1975)
- Lew Wood (1975–1976)[20]
- Floyd Kalber (1976–1979)
- Tony Guida (1979)
- Chris Wallace (1982)
- John Palmer (1982–1989)
- Deborah Norville (1989)
- Faith Daniels (1990–1992)
- Margaret Larson (1992–1994)
- Matt Lauer (1994–1997)
- Ann Curry (1997–2011)
- Natalie Morales (2011–2016)
- Craig Melvin (2018–heden)

### Presentatoren weerbericht
Gedurende de eerste 25 jaar van het programma werd het weerbericht gebracht door de toenmalige presentatoren of nieuwslezers. Voor de komst van Bob Ryan in 1978 had niemand in het programma praktische ervaring of academische kwalificaties in meteorologie.
- Bob Ryan (1978–1980)
- Willard Scott (1980–1996)
- Al Roker (1996–heden)

## Prijzen en nominaties
- In 2007, 2010, 2011, 2012 en 2020 won het programma de Daytime Emmy Award in de categorie "Outstanding Morning Program" (in 2007 op een gedeelde eerste plaats met Good Morning America)
- In 2022 kreeg Today de Institutional Peabody Award

## Fotogalerij
- Savannah Guthrie
(2012–heden)
- Hoda Kotb
(2018–heden)
- Al Roker
(1996–heden)
- Craig Melvin
(2018–heden)
- Carson Daly
(2013–heden)

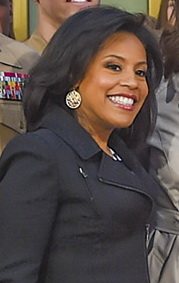
Sheinelle Jones (2014–heden)
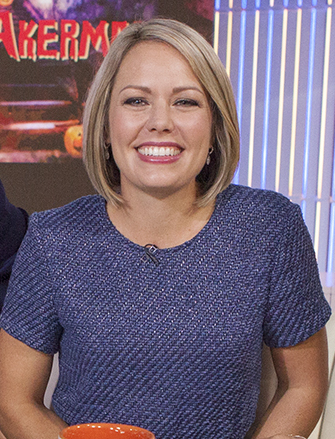
Dylan Dreyer (2012–heden)
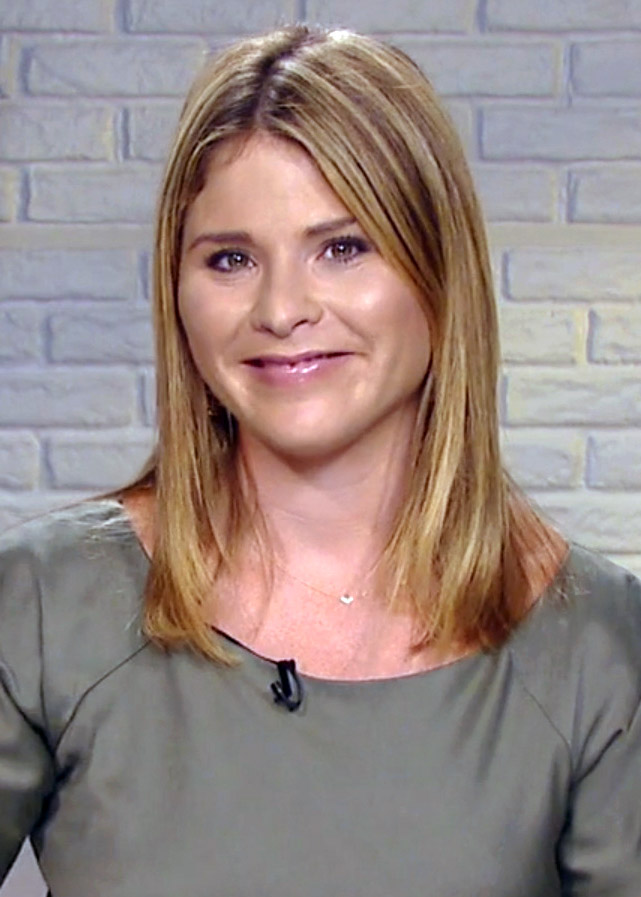
Jenna Bush Hager (2019–heden)